# Julius Jacob von Haynau
Julius Jacob von Haynau (ur. 14 października 1786 w Kassel, zm. 14 marca 1853 w Wiedniu) – baron, generał artylerii (Feldzeugmeister) armii austriackiej.
W czasie powstania węgierskiego w lecie 1849 był głównodowodzącym armii austriackiej na terenie Węgier. Dzięki pomocy, w ramach Świętego Przymierza, armii generała Iwana Paskiewicza pokonał honvédów 9 sierpnia 1849 pod Temeszwarem (dzisiejsza Timișoara). Po stłumieniu powstania i kapitulacji Węgrów pod Világos zasłynął jako okrutny namiestnik Węgier i Siedmiogrodu, m.in. każąc powiesić 13 węgierskich generałów (męczenników z Arad) wziętych przez Rosjan do niewoli.
Odznaczenia:
- Order Marii Teresy I kl. (Austro-Węgry),
- Order Marii Teresy II kl. (Austro-Węgry),
- Order Świętego Stefana I kl. (Austro-Węgry),
- Order Korony Żelaznej I kl. (Austro-Węgry),
- Order Korony Żelaznej III kl. (Austro-Węgry),
- Order Leopolda II kl. (Austro-Węgry),
- Krzyż Zasługi Wojskowej (Austro-Węgry),
- Krzyż Armii za 1813/14 (Austro-Węgry),
- Order Świętego Andrzeja z brylantami (Rosja),
- Order Świętego Aleksandra Newskiego (Rosja),
- Order Orła Białego (Rosja),
- Order Świętej Anny III kl. (Rosja),
- Order Świętego Jerzego III kl. (Rosja),
- Order Świętego Jerzego IV kl. (Rosja),
- Order Maksymiliana Józefa I kl. (Bawaria),
- Order Gwelfów I kl. (Hanower),
- Order Świętego Januarego (Sycylia),
- Order Lwa Złotego (Hesja),
- Order Hełmu Żelaznego (Hesja),
- Order Zasługi Wojskowej (Hesja).